# Сладке
Сла́дке (рос. Сладкое) — селище у складі Мішкинського району Курганської області, Росія. Входить до складу Введенської сільської ради.
Населення — 114 осіб (2010, 169 у 2002).